# São José dos Quatro Marcos
São José dos Quatro Marcos é um município brasileiro do estado de Mato Grosso, localizado na latitude sul 15º37'17", longitude oeste 58º10'35", a uma altitude de 230 metros acima do nível do mar. A área do município é de 1285,26 km² e sua população era de 18 788 habitantes, em 2021.

## História
A região de São José dos Quatro Marcos foi povoada por projetos particulares de colonização. Em 1962, Zeferino José de Matos comprou uma grande gleba da imobiliária Mirassol, que começou a povoar em 1966, com a doação de 1,2 alqueires. O desenho do projeto urbanístico partiu do seu centro, a partir de onde se desenharam quatro linhas em 90º entre elas, formando dois caminhos que se cruzavam ao centro (atuais avenidas São Paulo e Dr. Guilherme Pinto Cardoso). Quatro marcos foram implementados no centro do loteamento, que deram nome ao lugar. Mais tarde, foi acrescentado o nome do padroeiro: São José.
Em 4 de outubro de 1977, a localidade foi elevada a distrito e, em 14 de dezembro de 1979, a município, contudo como "Quatro Marcos". Houve grande comoção popular, que levou à implementação do nome completo, "São José dos Quatro Marcos", em 10 de janeiro de 1984.

## Geografia

### Clima
O clima de São José dos Quatro Marcos é o tropical subúmido, no qual há duas estações bem definidas: verão úmido e inverno seco. As estações da primavera e verão caracterizam-se pelas chuvas; as estações de outono e inverno caracterizam-se pela estiagem e eventuais dias frios e boa parte das madrugadas amenas ou frias.

## Religião
Religião no Município de São José dos Quatro Marcos segundo o censo de 2010.
| Religião       | %    |
| -------------- | ---- |
| Catolicismo    | 70,4 |
| Protestantismo | 17,8 |
| Outras         | 3,3  |
| Sem religião   | 8,5  |

## Figuras ilustres
Maiara Carla Henrique Pereira e Carla Maraisa Henrique Pereira, as irmãs gêmeas que compõem a dupla sertaneja Maiara & Maraisa, nasceram na cidade.